# CB Collado Villalba
CB Collado Villalba – hiszpański klub koszykówki z siedzibą w Collado Villalba, pod Madrytem.

## Historia
Sekcja koszykówki Atlético Madryt została założona w 1922 roku przez Ángela Cabrerę. Był to pierwszy koszykarski klub w regionie Kastylii. Klub funkcjonował jednak krótko i został rozwiązany, ale w 1932 roku nastąpiła jego reaktywacja. Podobna sytuacja miała miejsce w 1943 roku, a do ponownego założenia zespołu doszło w 1952 roku. W sezonie 1952/1953 drużyna doszła do półfinału mistrzostw Hiszpanii, jednakże przegrała w nim z Realem Madryt. W 1953 roku drużyna koszykarska po raz kolejny przestała istnieć. W 1983 roku zespół zaczął występować w lidze Primera B, a w 1984 roku awansował do Ligi ACB. W 1989 roku awansował do drugiej ligi hiszpańskiej w zamian za CB Oviedo. Następnie przegrał play-off o pozostanie w lidze Lagisa Gijón i znów był bliski rozwiązania, jednak prezydent Jesús Gil dokonał fuzji klubu z Collado Villlalba, czego wynikiem były występy zespołu w Lidze ACB. W 1991 roku drużyna ostatecznie przestała istnieć i przekształciła się w Club Baloncesto Villalba.

## Sukcesy
- Liga ACB

Ćwierćfinał (1): 1990/91